# Кияницкий сельский совет (Сумский район)
Кияницкий сельский совет (укр. Кияницька сільська рада) — входит в состав
Сумского района
Сумской области
Украины.
Административный центр сельского совета находится в 
пос. Кияница.

## Населённые пункты совета
- пос. Кияница
- пос. Варачино
- пос. Иволжанское
- с. Корчаковка
- с. Новая Сечь
- пос. Малая Корчаковка
- пос. Марьино
- с. Храповщина
- с. Яблоновка